# Музичний звук
Звук музичний — основоположний елемент музичного мистецтва. 

## Властивості музичного звуку
Суб'єктивні особливості сприйняття звуку людиною дозволяє виділити такі властивості музичного звуку:
- Висота (звуковисотність) — залежить від частоти коливань
- Тембр — залежить від форми звукової хвилі
- Гучність — залежить від амплітуди звукової хвилі

Крім того, до властивостей музичного звуку відносять також
- тривалість звуку

### Висота звуку
В музиці розрізняють звуки з визначеною висотою звуку (звуки переважної більшості музичних інструментів, а також спів) та звуки з невизначеною висотою звуку (звуки ряду ударних інструментів, напр. барабанів, тарілок, деякі електронні звуки тощо).
З точки зору акустики, звуки з певною висотою звуку характеризуються періодичністю акустичних коливань, наявністю чітко визначених максимумів в спектрограмі — основного тону та гармонічних обертонів. Звуки з невизначеною частотою звуку характеризуються неперіодичними коливаннями та відсутністю чітко окреслених максимумів в спектрограмі. Особливе місце займають т. зв. мультифонічні звуки, які характеризуються наявністю основного тону та сильних негармонічних обертонів, що надає таким звукам специфічної якості.
Попри те, що діапазон частот, який людина здатна відчути на слух поширюється від 20 Гц до 18 кГц (за деякими даними від 16 Гц до 20 000 Гц), в музичній практиці застосовуються лише тони з частотою від 27 Гц (рідше від 22 Гц) до 4 кГц, що пояснюється тим, що інтервальний компонент музичного звуку сприймається лише в цих межах. 
Весь діапазон частот розділяється на октави. В свою чергу всередині октави музичні звуки організовані в музичну систему (див. Музичний стрій). Для європейської музичної практики характерне ділення октави на 12 рівних півтонів.

### Тембр звуку
Тембр звуку (англ. timbre, фр. timbre, нім. Klangfarbe) — забарвлення, характер звуку.
З точки зору акустики, тембр звуку визначається формою акустичного сигналу та, відповідно, його спектром. Спектр звуку визначається як сукупність простих гармонічних коливань, на які може бути розкладений будь-який акустичний сигнал за допомогою Фур'є-перетворень. Тембральна відмінність голосів визначається спектральним розподілом енергії звуку. Тембр звуку можна штучно змінювати за допомогою фільтрів (див. фільтрація звуку), а також різних звукових ефектів. 
В музичній практиці тембр — важливий засіб музичної виразності. За допомогою тембру можна виділити той чи інший компонент музичної фактури, надати йому характерного звучання. В окремих випадках тембр може бути одним з формотворчих чинників (т.зв. темброва драматургія). В другій половині XX ст. тембр значною мірою стає одним із чинників музичного стилю, особливо в неакадемічній музиці.
Темброве розмаїття музики невичерпне, оскільки тембрально відрізняються не тільки звуки, виконані на різних музичних інструментах, або різними голосами, але й певною мірою звуки, виконані на одному й тому ж інструменті різними виконавськими прийомами. Значним поштовхом до розширення тембральної палітри стало винайдення в XX ст. електромузичних інструментів та синтезаторів. Особливо бурхливий прорив в багатоманітності тембрів спостерігається з кінця 90-х років XX ст. з розробкою програмного забезпечення для синтезу та редагування звуку на ПК (див. музично-інформаційні технології).

### Гучність звуку
Гучністю називається суб'єктивне уявлення про інтенсивність та силу звуку, що виникає у свідомості людини при його сприйнятті органами слуху. Гучність залежить від амплітуди, а також, частково, від частоти коливань (звуки однакової інтенсивності, але різної частоти сприймаються, як різні по гучності. При однаковій інтенсивності найгучнішими видаються звуки середнього регістру (приблизно 500-1000 Гц). В цілому сприйняття сили звуку підпорядковується загальному психофізіологічному закону Вебера-Фехнера (відчуття змінюються пропорційно логаритму подразнення). 
В музичній практиці явища, пов'язані з гучністю звуку, називаються динамікою. Динамічна шкала, що застосовується в музиці є відносною. Абсолютне значення динамічних відтінків залежить від багатьох факторів — можливостей музичного інструменту або інструментів ансамблю, акустики приміщення, виконавської інтерпретації і т.ін. 
Динаміка слугує важливим формотворчим чинником в музиці. Майстерне використання динамічних відтінків дозволяє відтіняти різні пласти музичної фактури, що в найбільшому ступені важливо для поліфонічного та гомофонно-гармонічного складу, виразно інтонувати мелодичну лінію. В ряді музичних стилів переважно академічної музики динаміка постає одним з найважливіших чинників художньої драматургії. Ефекти динамічних контрастів, поступового наростання або спадання звучності використовуються, як потужний засіб для створення емоційних та психологічних ефектів. В окремих випадках це спонукало композиторів до розширення умовної динамічної шкали до нюансів ppppp та fffff і навіть далі. 
В той же час для музичного фольклору, релігійної музики та більшості стилів неакадемічної музики, особливо поп-, рок-музики, застосування динаміки, як чинника драматургії не характерно. Навпаки, для більшості жанрів розважальної музики характерно застосування компресорів (див. компресія звуку), націлене на вирівнювання динаміки.

### Тривалість звуку
Оскільки музика є часовим мистецтвом (музичний твір розгортається та сприймається у часі), музичні звуки чітко організовані у часі. Часова організація послідовності та групування тривалостей музичних звуків і пауз називається музичним ритмом.
В музичній практиці застосовується шкала відносних нотних тривалостей, заснована на послідовному поділі основної нотної тривалості — цілої ноти — на два. Відповідно до цього поділу нотні тривалості мають назви: «ціла нота», «половинна нота», «четвертна нота» і т. д. При потребі основні нотні тривалості можуть бути модифіковані додаванням спеціального знаку — «крапки», що подовжує тривалість на половину, або застосуванням особливих видів ритмічного поділу.
Реальне значення будь-якої тривалості залежить від темпу, в якому вони відтворюються. Якщо в позначенні темпу вказується, наприклад, кількість четвертних на хвилину Т, то абсолютна тривалість t четвертної ноти дорівнюватиме {\displaystyle \ t=60/T} секунд. Таким чином, наприклад шістнадцятка в темпі Allegro (ɹ = 120) дорівнюватиме 0,125 секунди.